# پلاک جنگی (فیلم)
«پلاک جنگی» (انگلیسی: Dog Tags (film)) یک فیلم است که در سال ۲۰۰۸ منتشر شد.